# Talpicida
Un talpicida és un producte fitosanitari, de la família dels plaguicides, inclosos dins el grup dels biocides, emprat per a matar els talps en zones de cultiu.
Algunes matèries actives autoritzades a l'estat espanyol (2014) com a talpicides són: 
- el fosfur de magnesi
- el fosfur d'alumini
- el fosfur de calci
- la bromadiolona

D'acord amb la normativa europea, s'autoritza l'ús com a talpicida d'aquests productes únicament a l'exterior, i les seva utilització s'ha de limitar als usuaris professionals.